# هندسة برمجيات البحث
هندسة برمجيات البحث هي استخدام ممارسات هندسة البرمجيات في تطبيقات البحث. تم اقتراح المصطلح في ورقة بحثية في عام 2010 استجابة لمسح تجريبي على الأدوات المستخدمة لتطوير البرمجيات في مشاريع البحث. بدأ استخدامه في المملكة المتحدة في عام 2012، عندما كانت هناك حاجة لتحديد نوع تطوير البرمجيات اللازمة في البحث. يركز هذا على قابلية إعادة الإنتاج، وإعادة الاستخدام، ودقة تحليل البيانات والتطبيقات التي تم إنشاؤها للبحث.

## دعم
تم إنشاء أنواع مختلفة من الجمعيات والمنظمات حول هذا الدور لدعم إنشاء وظائف في الجامعات ومعاهد البحث. في عام 2014، تم إنشاء جمعية مهندسي برامج البحث في المملكة المتحدة، مع جذب 160 عضوًا في الأشهر الثلاثة الأولى. اتبعت دول أخرى مثل هولندا وألمانيا والولايات المتحدة إنشاء مجتمعات مماثلة وهناك جهود مماثلة يتم بذلها في أستراليا وكندا ونيوزيلندا ودول الشمال وبلجيكا.
تضم المملكة المتحدة أكثر من 20 جامعة ومعهدًا تضم مجموعات توفر الوصول إلى الخبرة البرمجية في مجالات مختلفة من البحث. بالإضافة إلى ذلك، أنشأ مجلس أبحاث الهندسة والعلوم الفيزيائية زمالة مهندس برمجيات بحثية لتعزيز هذا الدور والمساعدة في إنشاء مجموعات العلاقة والتربية الجنسية (RSE) عبر المملكة المتحدة. تعمل مكالمات الزمالة في عامي 2015 و2017.
تم عقد أول مؤتمر عالمي للعلاقة والتربية الجنسية (RSE) في المملكة المتحدة في سبتمبر 2016، وتكرر في 2017 و2018 و2019، ومن المقرر مرة أخرى لعام 2020.

## روابط خارجية
- Research Software Engineers: State of the Nation Report 2017
- Society of Research Software Engineering
- UK RSE Association
- US RSE Association
- The Netherlands RSE community
- de-RSE - Society for Research Software
- Nordic RSE group
- RSE community in Australia and New Zealand
- Belgium RSE community